# Bailey–Brayton Stadion
A Bailey–Brayton Stadion a Washingtoni Állami Egyetem pullmani kampuszának keleti részén, a Beasley Amfiteátrumtól délkeletre elhelyezkedő sportlétesítmény, amely az egyetem baseballcsapatának otthona. A 775 méteres tengerszint feletti magasságon felvő létesítmény befogadóképessége 3500 fő.

## Történet
A létesítmény 1980. április 12-én nyílt meg; névadója Buck Bailey, aki 1927-től 1961-ig (kivéve a második világháború alatt) volt a baseballcsapat vezetőedzője. A férfi és felesége 1964 októberében halálos autóbalesetet szenvedett Új-Mexikóban.
A stadion világítását 1984-ben, az NCAA-beli baseballpályák közt elsőként építették ki. 2000 januárjában a sportlétesítmény Chuck „Bobo” Brayton, az 1962–1994 közti vezetőedző nevét vette fel, aki maga is részt vett a stadion fejlesztésében.
2003 januárjában a hasonló létesítmények közt elsőként itt telepítettek FieldTurf-műfüvet. A dobójátékos pozíciója és a hazai bázis továbbra is földborítású volt; utóbbit végül 2007-ben, előbbit pedig 2013-ban cserélték műfűre. A belső mező vörösesbarna, a külső pedig zöld színű műfűvel van lefedve.
A seattle-i Sick’s Stadion 1979-es lebontása után a korábbi létesítmény lelátóit, kerítéseit és partjelzőit az új Buck Bailey Stadionhoz használták fel, azonban a lelátót később eladták. A Sick’s többi eleme a Vancouver Canadians által használt Nat Bailey Stadionba került.

### A korábbi Bailey Stadion
Az egyetem korábbi baseballstadionja (amely nevét szintén Buck Baileyről kapta) a jelenlegi Mooberry futópálya helyén volt; a hazai bázis az északnyugati oldalon helyezkedett el, a pálya pedig délkeleti orientálású volt. A Martin Stadion 1978-as bővítésekor az ottani futópályát férőhelybővítés miatt megszüntették; az áthelyezésre a jelenlegi baseballstadion helyét jelölték ki, azonban a talajjal kapcsolatos problémák miatt más helyet kellett keresni. A jobb minőségű föld miatt a futópálya végül a korábbi Bailey Stadion helyére épült, a baseballpálya pedig jelenlegi helyére került át.

## Fordítás
Ez a szócikk részben vagy egészben  a   Bailey–Brayton Field című angol Wikipédia-szócikk ezen változatának fordításán alapul.  Az eredeti cikk szerkesztőit annak laptörténete sorolja fel. Ez a jelzés csupán a megfogalmazás eredetét és a szerzői jogokat jelzi, nem szolgál a cikkben szereplő információk forrásmegjelöléseként.